# 公益西桥站
公益西桥站是一个位于中華人民共和国北京市丰台区马家堡街道马家堡西路与枫竹苑北路交叉口北側，属于北京地铁4号线的地铁车站。车站南侧与大兴线相接。

## 位置
该站位于马家堡西路同枫竹园北路交汇处，马家堡西路同南四环交汇的公益西桥北边。

## 结构
该站为地下车站，双岛式站台设计。有4个出口：A（西北）、B（东北）、C（东南）、D（西南）。

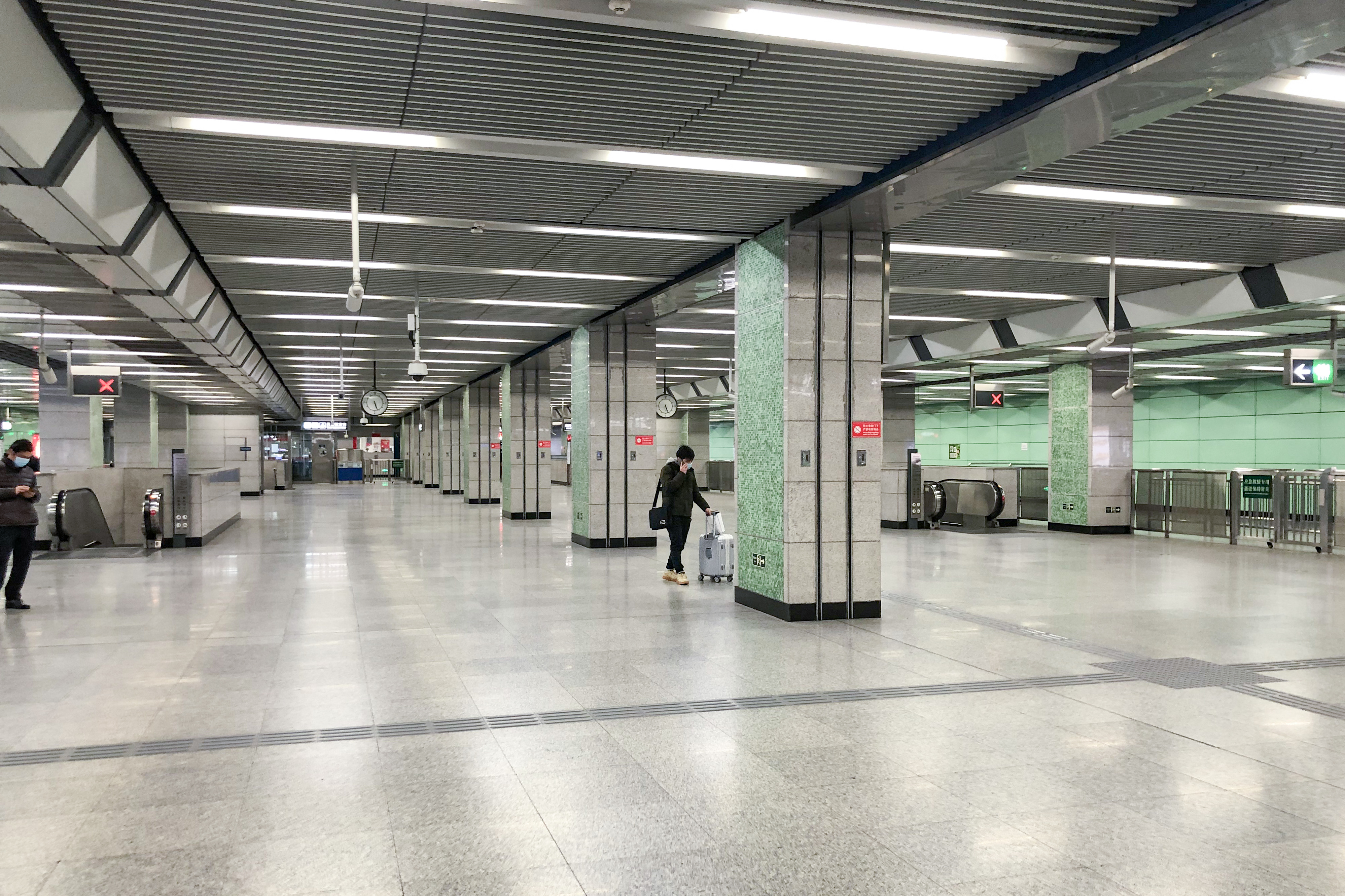
公益西桥站站厅（2021年2月摄）

| 地面层          | 街道                              | A-E出入口                        |
| 地下一层 站厅层 | 站厅                              | 客务中心、自动售票机、进出站闸机 |
| 地下二层 站台层 |                                   | █ 4号线往安河桥北（角门西）      |
| 地下二层 站台层 | 岛式站台，左/右側開門             |                                  |
| 地下二层 站台层 | █ 4号线往安河桥北（角门西）       |                                  |
| 地下二层 站台层 | █ 4号线往天宫院（大兴线）（新宫） |                                  |
| 地下二层 站台层 | 岛式站台，左/右側開門             |                                  |
| 地下二层 站台层 | █ 4号线終點站 下车月台            |                                  |

## 出入口
本站自身设A、B、C、D四个出入口，西南角另有一个通往元沃地铁商城的E口，地下商城内另有三个通道口，分别编为W1、W2、W3口。2023年4月6日，因公益西桥元沃商城停业，E、W1、W2、W3出入口均已关闭。
|                       |                    |                                                                                |      |                |
| 编号                  | 指示               | 建议前往的目的地                                                               | 照片 | 无障碍设施图片 |
| 出口 · A              | 马家堡西路（西侧） | 北甲地综合市场、安太医院、丰台区地税局稽查局、丰台区铁营地税所、星河苑、角门路 |      | 不適用         |
| 出口 · B · 升降机标志 | 马家堡西路（东侧） | 东亚三环中心、富卓苑、名都家苑、南华小区、马家堡中路、角门南路                 |      |                |
| 出口 · C              | 马家堡西路（东侧） | 名流未来大厦                                                                   |      | 不適用         |
| 出口 · D              | 马家堡西路（西侧） | 华创·多乐荟、迪卡侬公益西桥店                                                  |      | 不適用         |
| （已封闭）            |                    | 元沃地铁商城（地下）                                                           |      | 不適用         |
| 註： 設有             |                    |                                                                                |      |                |

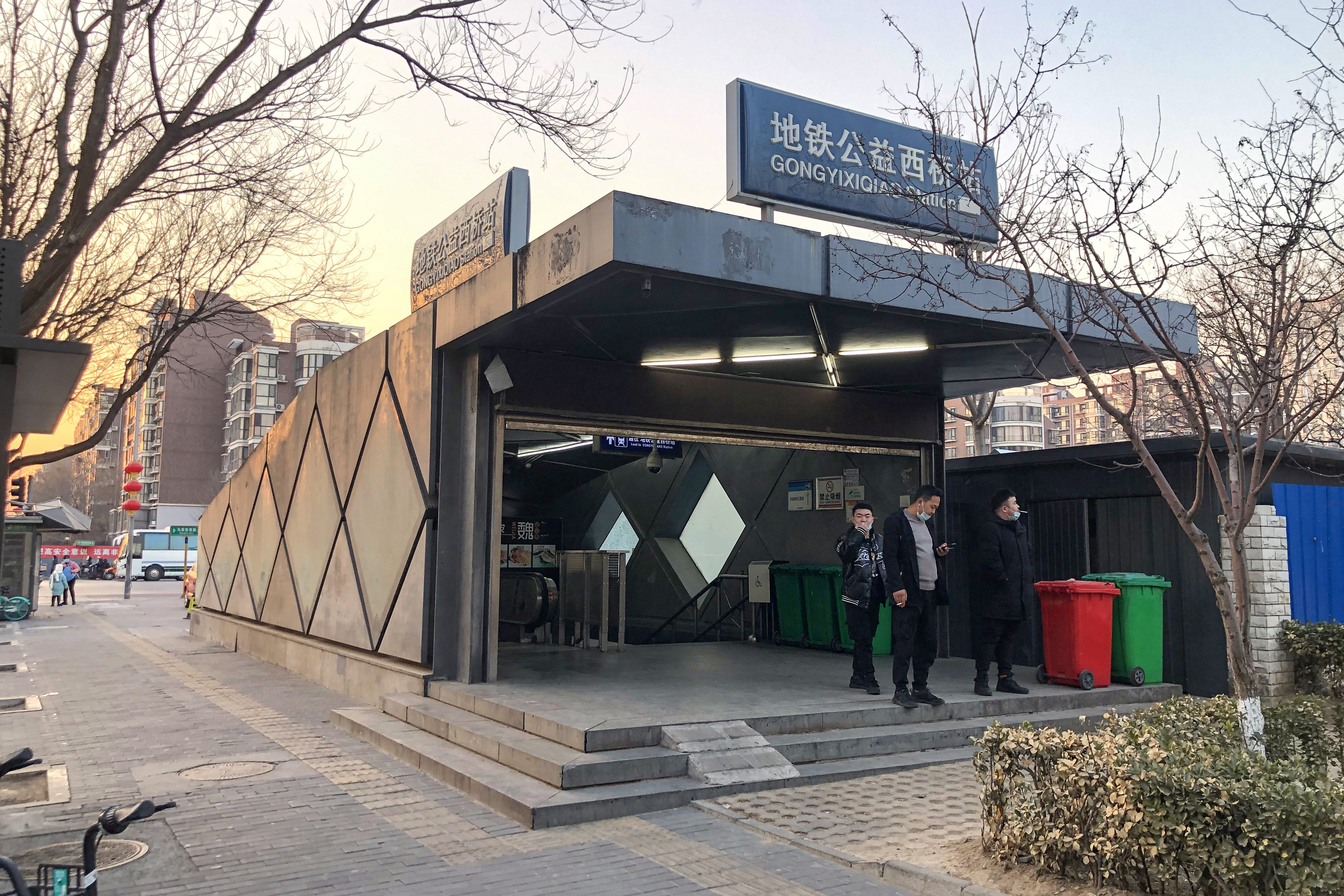
W1口（已封闭）
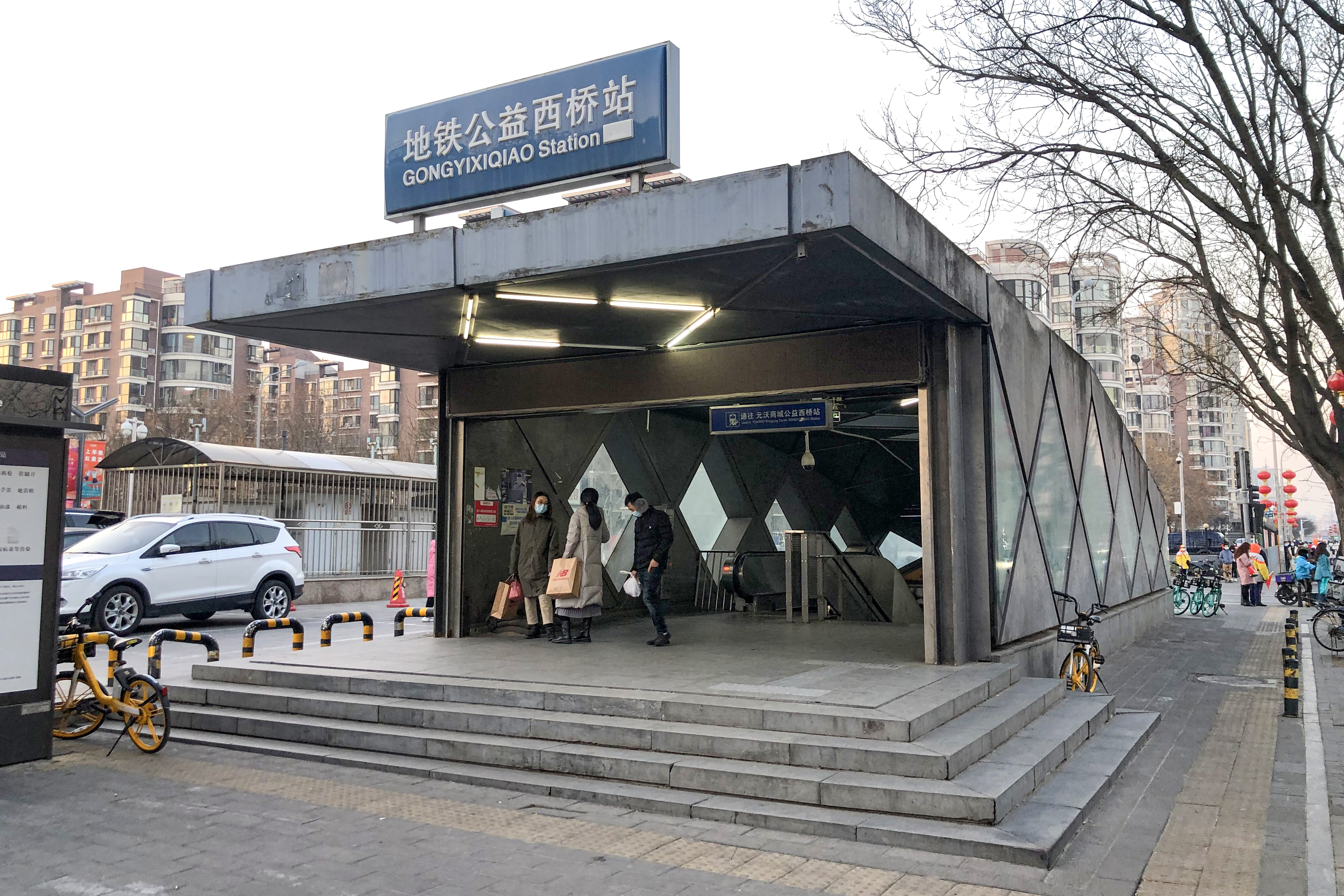
W2口（已封闭）
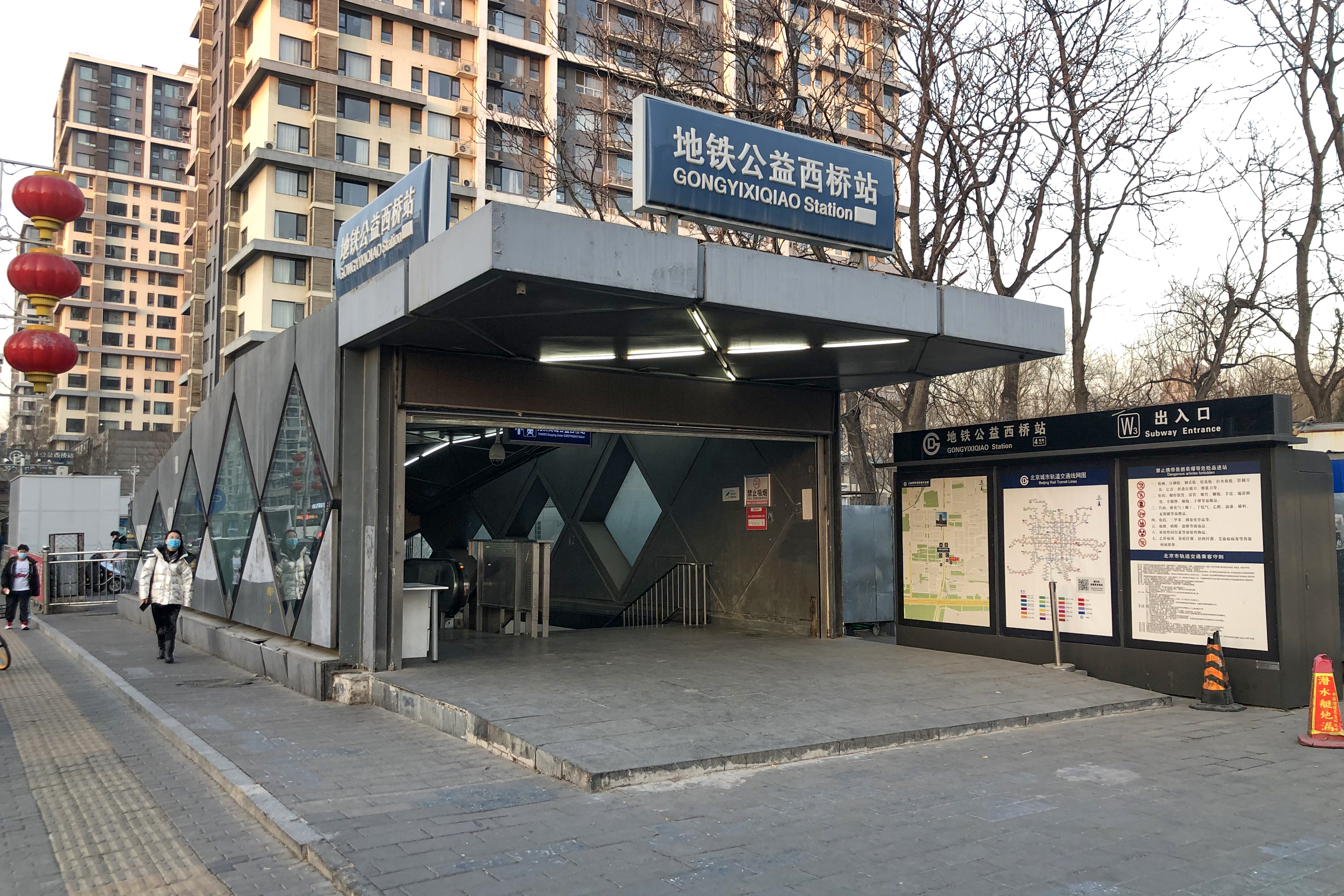
W3口（已封闭）